# Paleta Líbia
A Paleta Líbia, também designada como Paleta da Cidade, Paleta do Butim Líbio, Paleta do Tributo Líbio, Paleta do Cerco, Paleta Teenu ou Paleta Tjeenu é a porção inferior de uma paleta do Antigo Egito, esculpida em baixo relevo com decoração e escrita. É datada de Nacada III (3200–3000 a.C.) e foi descoberta em Abidos, no Egito. Foi feita com xisto e possui 19 centímetros de comprimento e 22 de largura. Está abrigada na Sala 43 do andar térreo do Museu Egípcio do Cairo.
No obverso, há uma cena com filas de animais andando dentro de registros e a inscrição hieroglífica hnw ou tjhnw (geralmente transcrita como teenu), muito provavelmente um topônimo do delta ocidental do Nilo ou, segundo muitos estudiosos, da Líbia.  Abaixo desses animais, um pomar de oliveiras está representado. No lado oposto, há os pés de algumas pessoas acima de uma linha de registro. Sob o registro, sete cidades fortificadas são descritas, com seus dentro da muralha. Acima de cada cidade, um animal agarra a muralha com o hieróglifo mr (enxada). Günter Dreyer penso-a como uma cena de desolação e os animais, ou estandartes, como nomes reais. Já outros sugeriram que os animais representam símbolos ou exércitos reais. Outra interpretação completamente diferente é a de que a cena representa a fundação destas cidades.